# キリスト教大事典
『キリスト教大事典』（キリストきょうだいじてん）は、日本キリスト教協議会 (NCC) 文書事業部・キリスト教大事典刊行委員会により刊行された大事典。プロテスタント宣教100年（1959年）を記念して企画された。エキュメニズムの世界教会協議会神学教育委員会 (Theological Education Fund, WCC) から多額の助成金を受けた事業である。発行は教文館。1963年に初版発行。1968年に改訂新版、1977年に改訂新版第4版、1988年に改訂新版第9版、2000年に改訂新版第12版が出た。判型：B5判、1600ページ。

## 編集顧問・編集委員
- 編集顧問：石原謙、大塚節治、村田四郎、八代斌助、山谷省吾、渡辺善太[2]
- 編集委員長：桑田秀延
- 編集実務委員：岸千年、左近義慈、佐藤敏夫、鈴木光武、園部不二夫、竹内寛、竹森満佐一、手塚儀一郎、松本卓夫

## 編集方針（概要）
1. キリスト教固有の研究領域を中心とし、関連項目も若干含める。
2. 教派的偏向を避け、超教派的な色彩を持たせるよう努める。東方正教会/カトリック関係の項目も、必要なものは包含する。
3. 現代世界、最近の学問的業績をとりいれる。
4. 外国の学問的成果を尊重するが、同時に日本関係の項目も重視する。
5. キリスト教内外の読者の便宜のため、小項目主義を採用。他方、重要度により大項目、中項目も取り入れる。
6. 学問的正確さと同時に簡潔・明瞭・平易な表現を用いるよう努力する。[5]